# Кристен, Нина
Нина Кристен (нем. Nina Christen; род. 7 февраля 1994, Штанс) — швейцарская спортсменка, выступающая в стрельбе из винтовки, олимпийская чемпионка (2020), трёхкратная чемпионка Европейских игр (2019, 2023).

## Карьера
На чемпионате мира по стрельбе 2014 года в соревновании юниорок завоевала серебряную медаль в стрельбе из винтовки из трёх положений на 50 метров.
На Олимпийских играх 2016 года выступила в двух видах программы, в стрельбе на 10 метров стала 16-й, а в стрельбе на 50 м прошла в финал, где заняла итоговое 6-е место. На Чемпионате мира по стрельбе 2018 года участвовала в двух видах в стрельбе из винтовки на 10 и 50 метров, заняв в стрельбе на 50 метров из трёх позиций 5-е место.
На Европейских играх 2019 года в соревнованиях по стрельбе завоевала серебро в стрельбе из винтовки на 10 метров и в смешанных парных соревнованиях в паре с Яном Лохбилером выиграла золото, благодаря чему прошла отбор на ОИ-2020.
На Олимпийских играх 2020 года в стрельбе из винтовки на 10 метров завоевала бронзовую медаль, а стрельбе на 50 метров завоевала золотую медаль, опередив в финале двух россиянок Юлию Зыкову и Юлию Каримову.
На чемпионате мира по стрельбе в 2022 году участвовала в нескольких дисциплинах, завоевав серебряную медаль в стрельбе из винтовки на 50 метров из трёх позиций. 
В следующем году на Европейских играх 2023 года завоевала два золота (50 метров в миксте) и серебряную медаль в стрельбе из винтовки с 3 положений.